# Nelsonville (Ohio)

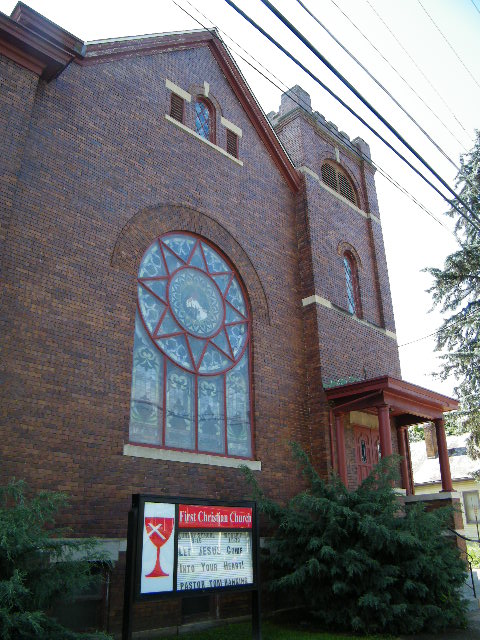
First Christian Church in Nelsonville

Nelsonville is een plaats (city) in de Amerikaanse staat Ohio, en valt bestuurlijk gezien onder Athens County.

## Demografie
Bij de volkstelling in 2000 werd het aantal inwoners vastgesteld op 5230.
In 2006 is het aantal inwoners door het United States Census Bureau geschat op 5423, een stijging van 193 (3,7%).

## Geografie
Volgens het United States Census Bureau beslaat de plaats een oppervlakte van
12,9 km², geheel bestaande uit land. Nelsonville ligt op ongeveer 201 m boven zeeniveau.

## Plaatsen in de nabije omgeving
De onderstaande figuur toont nabijgelegen plaatsen in een straal van 16 km rond Nelsonville.

## Geboren
- Sarah Jessica Parker (1965), televisie- en filmactrice